# Klostergårdens IP
Klostergårdens Idrottsplats (deutsch: Sportplatz Klostergården), in der Regel abgekürzt als Klostergårdens IP ist ein Fußballstadion in der schwedischen Stadt Lund in Skåne län. Es wird vom Lunds BK als Austragungsort seiner Heimspiele genutzt.

## Geschichte und Hintergrund
Klostergårdens IP liegt weniger als einen Kilometer südwestlich des Stadtzentrums in Nähe zum Krankenhaus der Stadt im gleichnamigen Stadtviertel Klostergården. Neben dem Fußballstadion befinden sich Trainingsplätze sowie eine Sporthalle und ein privates Fitnessstudio.
Das heutige Stadion wurde bis 2014 errichtet und ersetzte einen Sportplatz mit 1968 erbauter Haupttribüne und einem Wall als Gegentribüne, um den Anforderungen der drittklassigen Division 1 zu genügen. Das neue Stadion verfügt neben einer mit Sitzplätzen bestückten Haupttribüne über befestigte, unüberdachte Stehplatztribünen auf der Gegengerade sowie den Geraden hinter den jeweiligen Toren. Zudem erhielt das Stadion einen Kunstrasenbelag. 
Die Zuschauerkapazität liegt bei bis zu 5000 Zuschauern, der Rekord von 5586 Zuschauern resultiert aus einem Spiel um den Landespokal im Jahr 1985 gegen Malmö FF im alten Stadion. Bei einer Neuauflage im Pokal-Wettbewerb 2018/19 waren jedoch nur 3650 Zuschauer zugelassen.